# ON Semiconductor
ON Semiconductor Corporation (NASDAQ: ON

) (onsemi) er en amerikansk producent af mikrochips, som er baseret i Scottsdale, Arizona. Produkterne er indenfor strømstyring, computere, belysning, industri, osv. De har 30.000 ansatte og en årsomsætning på 8 mia. $.
Onsemi blev etableret i 1999, som et spin-off fra Motorola's Semiconductor Components Group.